# Jamie Crees
Jamie Crees (ur. 8 marca 1984) − walijski bokser, brązowy medalista igrzysk Wspólnoty Narodów (2006).

## Kariera amatorska
W marcu 2006 był uczestnikiem igrzysk Wspólnoty Narodów w Melbourne. Rywalizację rozpoczął od 1/16 finału pokonując na punkty (26:9) reprezentanta Bahamów Carla Heilda. W 1/8 finału pokonał minimalnie na punkty (22:21) reprezentanta Irlandii Północnej Dermota Hamilla. W ćwierćfinale pokonał na punkty (28:19) Chukwudi Nwaiwu, awansując do półfinału. W półfinale przegrał przed czasem z Jamesem Russanem, zdobywając brązowy medal w kategorii do 64 kg.